# 朱塞佩·加尔代里西
朱塞佩·加尔代里西（義大利語：Giuseppe Galderisi，1963年3月22日—），意大利男子足球运动员，场上位置是前锋。他曾代表意大利国家队参加1986年国际足联世界杯，结果获得第十二名。